# Klimparnas naturreservat
Klimparnas naturreservat är ett naturreservat i Ljusdals kommun i Gävleborgs län.
Området är naturskyddat sedan 2021 och är 957 hektar stort. Reservatet ligger söder om Färila vid västra stranden av Rossen och består av äldre tallskogar och barrblandskogar  med insprängda myrar och tjärnar.